# Pangman
Pour l’article homonyme, voir Arthur Pangman.
 (août 2018).
Pangman, anciennement appelé West Calder, est un village situé dans le Sud de la Saskatchewan au Canada. Lors du recensement de 2011, il avait une population de 255 habitants.